# Kosmos 1267
Unter der Bezeichnung Kosmos 1267 wurde am 25. April 1981 ein sowjetisches Raumschiff der TKS-Serie gestartet. Ursprünglich waren die mit rund 20 Tonnen recht großen TKS-Schiffe als Raumfähre zum Personentransport im militärischen Almaz-Programm geplant (zum Vergleich: die Sojus-Raumschiffe zum Transport von zwei bis drei Personen wiegen weniger als acht Tonnen). Bemannte Flüge wurden mit TKS allerdings nie realisiert. So wurde die Fähre TKS-2 umgebaut und unbemannt als Kosmos 1267 gestartet, um die Raumstation Saljut 6 mit Versorgungsgütern und Treibstoff zu versorgen. Vorher wurden im Erdorbit diverse Flugmanöver getestet, so dass Kosmos 1267 erst nach 55 Tagen autonomen Fluges am 19. Juni 1981 in einem automatischen Kopplungsmanöver am vorderen Kopplungsstutzen der Raumstation Saljut 6 andockte. Mit dem angedockten Modul Kosmos 1267 war Saljut 6 damit der Vorläufer einer modularen Raumstation.
Die Nutzung des Moduls durch die Crew einer Raumstation konnte allerdings nicht erfolgen, da die letzte Besatzung Saljut 6 bereits vor dem Ankoppeln von Kosmos 1267 verlassen hatte und Saljut 6 nach dem Andocken von Kosmos 1267 nicht wieder bemannt wurde. Aber auch ohne Besatzung trug Kosmos 1267 zur Erprobung wichtiger Grundlagen zum Bau einer modularen Raumstation bei. Neben dem Test der Flugeigenschaften des TKS-Schiffes wurde erstmals bewiesen, dass große Module im Orbit automatisch miteinander gekoppelt werden können. Neben einer mechanischen Kopplung wurde zudem automatisch eine elektrische Verbindung hergestellt, so dass Kosmos 1267 während des gedockten Zustandes die Versorgung des Komplexes mit Strom über die eigenen Solarzellen sicherstellte. Darüber hinaus führte Kosmos 1267 über die eigenen Triebwerke Manöver zur Höhen- und Lagekontrolle durch. Ein Austausch von Treibstoff zwischen den beiden Raumfahrzeugen konnte nicht erfolgen, da der vordere Kopplungsadapter von Saljut 6 nicht mit den erforderlichen Treibstoffleitungen ausgestattet war.
Im All trennte Kosmos 1267 die ursprünglich für die Besatzung vorgesehene Landekapsel ab, welche darauf in Kasachstan landete und mit dem Flug die Funktionstüchtigkeit der Landekapsel bewies. Die Rückkehrkapsel kehrte schon am 24. Mai 1981 zur Erde zurück. Der verbleibende Teil von Kosmos 1267 blieb an Saljut 6 gekoppelt und der Komplex wurde zunächst für den Fall von Problemen mit der nachfolgenden Raumstation Saljut 7 in Reserve gehalten. Nach dem erfolgreichen Start der Nachfolge-Station Saljut 7 gingen allerdings keine weiteren Besatzungen mehr an Bord. Nach 405 Tagen im All wurde Kosmos 1267 zusammen mit Saljut 6 am 29. Juli 1982 kontrolliert über dem Südpazifik zum Absturz gebracht.
Auf der Grundlage der TKS-Fähre wurden später Module zum permanenten Verbleib an den Raumstationen Mir (z. B. Kwant-2) und ISS (z. B. Sarja) entwickelt.